# Klarakerk
De Klarakerk (Zweeds: Klara kyrka) is een kerkgebouw aan de Klara Västra Kyrkogata in Norrmalm in het centrum van Stockholm, Zweden. Met 116 meter hoogte is de kerktoren, na die van de kathedraal van Uppsala, de tweede in hoogte van Scandinavië. De begraafplaats die er sinds de 17e eeuw ligt, is vrijwel ingesloten door moderne gebouwen. 

## Geschiedenis
Het gebouw vindt zijn oorsprong in een priorij en kerkgebouw van de clarissenorde, die actief was in Stockholm van 1289 tot de reformatie in 1527. Die gebouwen werden afgebroken in opdracht van koning Gustaaf I. De stenen werden gebruikt voor een andere toren en de stadswallen. Alleen twee deuren van de altaarkast zijn nog over van de oorspronkelijke gebouwen.
Koning Johan III startte de bouw van de huidige kerk in 1572. Als bouwmeester werd de Nederlander Henrik van Huwen naar Zweden gehaald. Na een grote brand in 1751 werd de kerk herbouwd naar ontwerp van Carl Hårleman.
De kerktoren en de gevel kregen hun huidige vorm in de jaren 1884-1886 bij de renovatie door de architect Helgo Zettervall. Het interieur dateert uit 1906-1907 en is ontworpen door Agi Lindegren, waarbij de gewelven zijn beschilderd door Olle Hjortzberg. 